# Phalaenopsis × leucorrhoda
Phalaenopsis × leucorrhoda Rchb.f. è una pianta rizomatosa appartenente alla famiglia delle Orchidacee, endemica delle Filippine.
È un ibrido naturale di P. aphrodite e  P. schilleriana.